# Timure
Timure (Nepali टिमुरे) ist ein Dorf und ein Village Development Committee (VDC) in Nepal im Norden des Distrikts Rasuwa.
Das VDC Timure erstreckt sich am Ostufer der Trishuli an der Grenze zu Tibet. Die Fernstraße Pasang Lhamu Rajmarg (H21) verläuft durch das VDC entlang dem Fluss Trishuli zur chinesischen Grenze.

## Einwohner
Bei der Volkszählung 2011 hatte das VDC Timure 423 Einwohner (davon 213 männlich) in 130 Haushalten.

## Dörfer und Weiler
Timure besteht aus mehreren Dörfern und Weilern. 
Die wichtigsten sind:
- Piding (1800 m ⊙)
- Rasuwaghadi (1840 m ⊙)
- Timure (1730 m ⊙)